# Österreichische Alpine Skimeisterschaften 1998
Die Österreichischen Alpinen Skimeisterschaften 1998 fanden von 19. bis 23. März in Damüls und Mellau statt. Der Riesenslalom der Damen sowie beide Technikbewerbe der Herren mussten abgesagt werden. Die Rennen waren international besetzt, um die Österreichische Meisterschaft fuhren jedoch nur die österreichischen Teilnehmer.

## Herren

### Abfahrt
| Platz | Name               | Zeit        |
| ----- | ------------------ | ----------- |
| 01    | Josef Strobl       | 1:27,38 min |
| 02    | Norbert Holzknecht | 1:28,12 min |
| 03    | Christian Greber   | 1:28,27 min |
| 04    | Hannes Trinkl      | 1:28,30 min |
| 05    | Edi Dreschl        | 1:28,60 min |
| 06    | Michael Walchhofer | 1:28,66 min |
| 07    | Werner Franz       | 1:28,68 min |
| 08    | Claudio Dietrich   | 1:28,88 min |
| 09    | Peter Rzehak       | 1:28,89 min |
| 10    | Patrick Ortlieb    | 1:28,99 min |

Datum: 20. März 1998

Ort: Damüls

### Super-G
| Platz | Name               | Zeit        |
| ----- | ------------------ | ----------- |
| 01    | Andreas Schifferer | 1:17,64 min |
| 02    | Josef Strobl       | 1:18,50 min |
| 03    | Werner Franz       | 1:18,85 min |
| 04    | Fritz Strobl       | 1:18,91 min |
| 05    | Norbert Holzknecht | 1:18,94 min |
| 06    | Christian Greber   | 1:19,21 min |
| 07    | Rainer Salzgeber   | 1:19,47 min |
| 08    | Benjamin Raich     | 1:19,51 min |
| 09    | Christian Pichler  | 1:19,85 min |
| 10    | Edi Dreschl        | 1:19,86 min |

Datum: 22. März 1998

Ort: Damüls

### Riesenslalom
Abgesagt.

### Slalom
Abgesagt.

### Kombination
Wegen der Absage von Slalom und Riesenslalom gab es in diesem Jahr keine Kombinationswertung.

## Damen

### Abfahrt
| Platz | Name                  | Zeit        |
| ----- | --------------------- | ----------- |
| 01    | Renate Götschl        | 1:12,50 min |
| 02    | Marianna Salchinger   | 1:13,56 min |
| 03    | Karin Blaser          | 1:13,69 min |
| 04    | Martina Lechner       | 1:13,73 min |
| 05    | Stefanie Schuster     | 1:13,74 min |
| 06    | Alexandra Meissnitzer | 1:13,76 min |
| 07    | Katja Wirth           | 1:13,96 min |
| 08    | Doris Götzenbrucker   | 1:13,98 min |
| 09    | Brigitte Obermoser    | 1:14,17 min |
| 10    | Veronika Thanner      | 1:14,29 min |

Datum: 19. März 1998

Ort: Damüls

### Super-G
| Platz | Name                     | Zeit        |
| ----- | ------------------------ | ----------- |
| 01    | Alexandra Meissnitzer    | 1:19,60 min |
| 02    | Renate Götschl           | 1:19,98 min |
| 03    | Brigitte Obermoser       | 1:20,63 min |
| 04    | Stefanie Schuster        | 1:20,91 min |
| 05    | Christiane Mitterwallner | 1:21,26 min |
| 06    | Michaela Dorfmeister     | 1:21,37 min |
| 07    | Marianna Salchinger      | 1:21,74 min |
| 08    | Kerstin Reisenhofer      | 1:21,78 min |
| 09    | Diana Lemberger (GER)    | 1:22,10 min |
| 10    | Michaela Kofler          | 1:22,36 min |

Datum: 22. März 1998

Ort: Damüls

### Riesenslalom
Abgesagt.

### Slalom
| Platz | Name                        | Zeit        |
| ----- | --------------------------- | ----------- |
| 01    | Monika Bergmann (GER)       | 1:42,79 min |
| 02    | Karin Köllerer              | 1:43,78 min |
| 03    | Ingrid Salvenmoser          | 1:44,18 min |
| 04    | Kathrin Nikolussi (AUS)     | 1:44,62 min |
| 05    | Simone Behringer (GER)      | 1:44,71 min |
| 06    | Stefanie Schuster           | 1:44,89 min |
| 07    | Stefanie Luckmaier (GER)    | 1:44,97 min |
| 08    | Emma Carrick-Anderson (GBR) | 1:45,88 min |
| 09    | Carina Raich                | 1:46,39 min |
| 10    | Eva Walkner                 | 1:46,79 min |

Datum: 23. März 1998

Ort: Mellau

### Kombination
Die Kombination setzt sich aus den Ergebnissen von Slalom und Abfahrt zusammen.
| Platz | Name                      |
| ----- | ------------------------- |
| 1     | Stefanie Schuster         |
| 2     | Katja Wirth               |
| 3     | Carolina Waidhofer-Dummer |